# Refugiados do Sudão do Sul

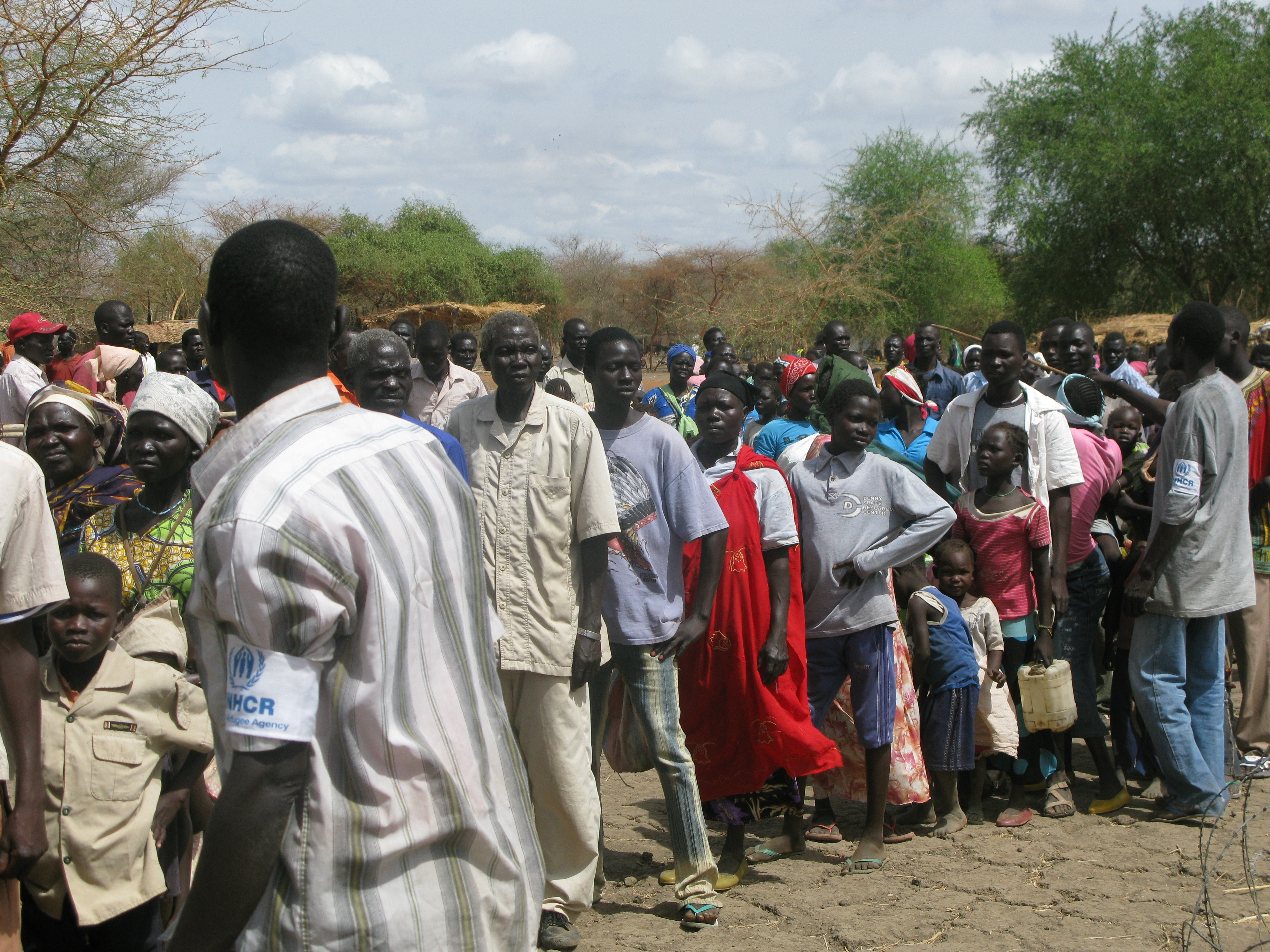
Funcionários do ACNUR ajudam os refugiados que chegam ao campo de Doro, no Sudão do Sul, perto da fronteira com o vizinho Sudão.

Os refugiados do Sudão do Sul são sul-sudaneses que desde a Guerra Civil do Sudão e independência do Sudão do Sul vêm se refugiando fora das fronteiras de seu país. Frutos da fome, da miséria e da violência, essas pessoas se refugiam majoritariamente em países vizinhos, como Uganda, Sudão, Quénia, Etiópia e a Republica Democrática do Congo
| Refugiados Sul-Sudaneses       | Refugiados Sul-Sudaneses |
| ------------------------------ | ------------------------ |
| população total de refugiados  | 2.278.425                |
| Sudão                          | 784.860                  |
| Uganda                         | 925.499                  |
| Etiopia                        | 377.792                  |
| Quénia                         | 134.455                  |
| Republica Democrática do Congo | 55.819                   |

## Contexto
Em 1956, ocorreu a Independência do Sudão, e assim, o país unificado, começa a ter em seu governo representantes majoritariamente árabes de religião muçulmana, favorecendo o conflito presente, por conta das diferenças étnicas e religiosas. Então a região do sul teve reações para com o governo, que no ano de 1983 decidiu impor as leis de referências islâmicas por toda a extensão do país, ocorrendo nesse contexto, o surgimento da resistência armada ao governo SPLA/M (Sudanese People’s Liberation Army/Moviment) o que gerou a segunda Guerra Civil do Sudão, que teve como resultado a divisão do território e surgimento do Sudão do Sul. 
Como um país que está em crise desde sua independência e que vem desenvolvendo agravantes pela reconfiguração do espaço geográfico e da globalização, torna-se necessário analisar a inserção do Sudão no mundo, principalmente o destaque entre sua aliança com a Liga Árabe e com a OCI - Organização da Conferência Islâmica - que vem se posicionando em diferentes lados do conflito, além da ligação de sua localidade com as instabilidades políticas e algumas territorializações como a pluralidade de identidades culturais assim como os fundamentos religiosos, que são pontos importantes para o conflito que gera fluxos extremamente altos de refugiados.
Sendo um exemplo de complexidade e desigualdade em desenvolvimento, o Sudão apresenta refugiados como uma peça-chave, como o país está inserido em um processo de reconstrução de território o impacto ocasionado pelo fluxo de refugiados nos países de fronteira dificultam ainda mais a questão das crises humanitárias.

## Refugiados

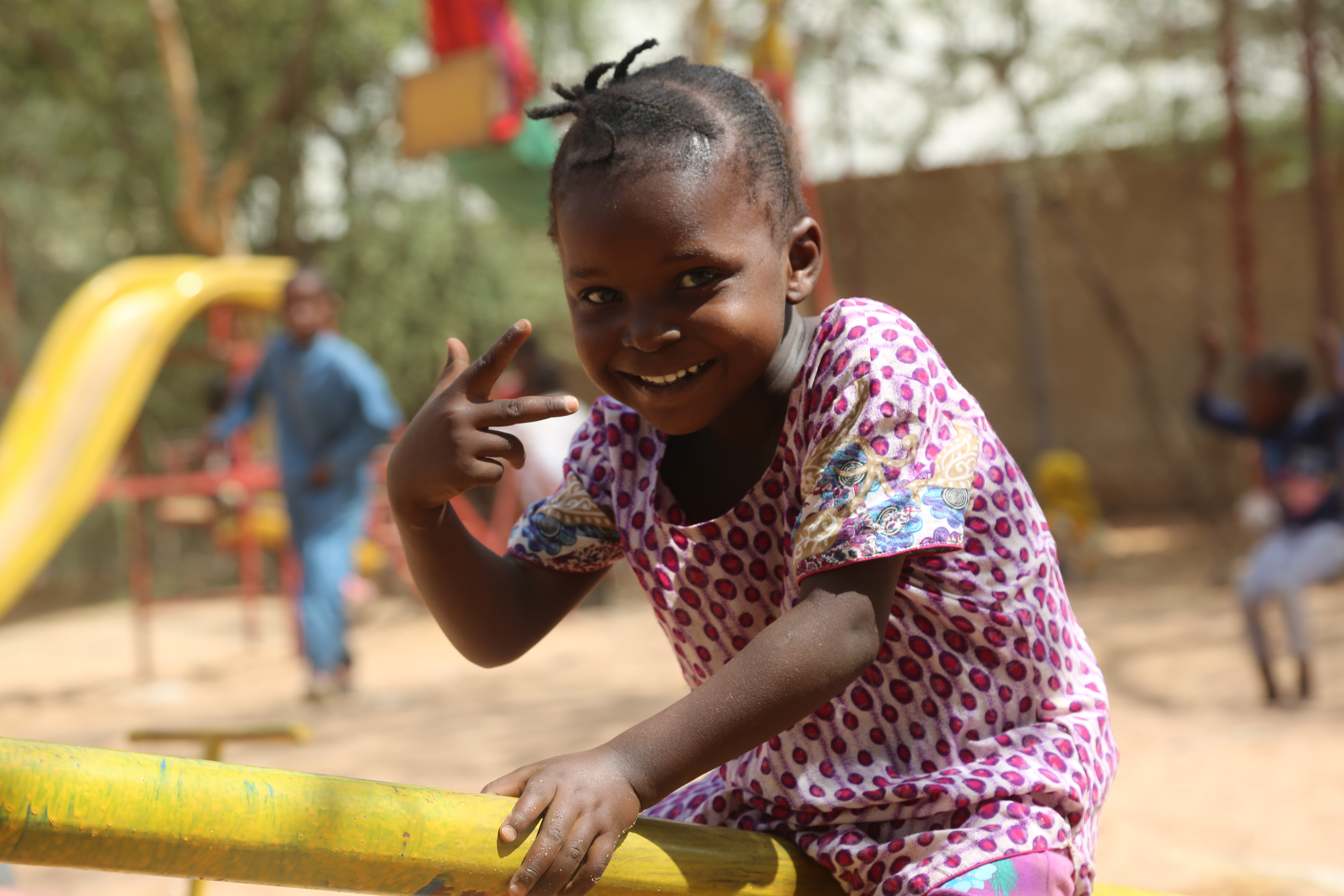
Grace, 5 anos de idade, uma refugiada do Sudão do Sul, em uma gangorra no Campo de Refugiados de Daadab

Ao passo em que o Sudão do Sul se tornou um estado independente, mas sem a menor condição de organização governamental, a crise dos refugiados se alastra sem precedentes. Essas pessoas sofrem majoritariamente com a falta de recursos para sobrevivência, nesse cenário a participação de ONG's se torna crucial para a sobrevivência desse povo contribuindo com o abastecimento de recursos e deslocamento dos campos para áreas com uma melhor qualidade da água.
Vindas de áreas fronteiriças do norte do Sudão do Sul principalmente das regiões do Nilo Azul no Sudão, por responsabilidade do governo sudanês no não cumprimento do Acordo das Quatro Liberdades, que garantiria os direitos civis básicos para os cidadãos sul-sudaneses que ficaram do lado errado da fronteira recém formada, esses refugiados foram forçados a sair do pais e segundo contagem, 80 milhões de deslocados desta área do Nilo Azul estão abrigados no Alto Nilo (Sudão do Sul). 
A ACNUR realiza um trabalho essencial no Sudão do Sul ao disponibilizar ajuda para o afastamento de civis das áreas próximas a fronteira do Estado de Kordofan do Sul (Sudão) por ameaça e histórico de bombardeio e por ser parte de uma região militarizada do pais. Apesar das dificuldades, a ACNUR trabalha para garantir acesso a agua potável, assistência medica, suplementos e o mínimo necessário para a sobrevivência dos refugiados.
O Comitê Internacional da Cruz Vermelha, é outra agência de ajuda humanitária que contribui para a sobrevivência dos refugiados, principalmente na tentativa de garantir o acesso a água, que na região é escassa e precária, consequentemente a proliferação de doenças encontra ai um facilitador, principalmente quando levado em consideração o elevado numero de crianças em situação de vulnerabilidade, contudo para melhorar essa situação a CICV vem trabalhando para melhorar a distribuição d’água em áreas muito necessitadas como no Alto Nilo, alem da instalação de 15 quilómetros de tubulação para o transporte de agua para diversos campos da localidade.
Não somente provenientes das áreas de fronteira com o Sudão, os refugiados se deparam com o difícil acesso a qualidade de vida por fatores como instabilidade governamental e ação de milícias, os sul-sudaneses escolhem por sair das fronteiras de seus países encontrando refugio em países vizinhos, principalmente na Uganda, Congo, Etiópia e Quénia, tanto que no Quénia, a população de refugiados encontra uma válvula de escape dentro do esporte, podendo perceber alguns refugiados que conseguiram se destacar nos esportes, e por conta disso, hoje viajam o mundo.

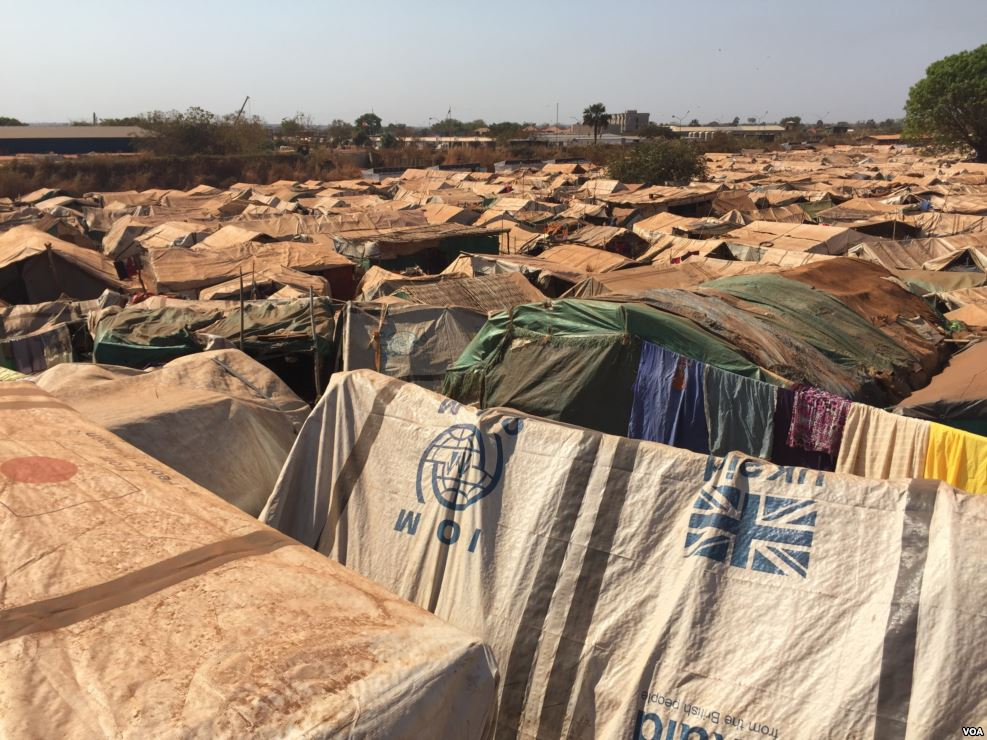
Visão geral do local de proteção de civis (PoC) da ONU em Wau, Bahr el Ghazal oriental, Sudão do Sul, onde cerca de 29.000 deslocados internos estão alocados.

Os refugiados precisam de cuidado médico, principalmente, para melhorar sua mobilidade, porém, aqueles que foram vítimas de ataques armados necessitam de um tratamento mais complexo e demorado, que não é de fácil acesso, tendo em mente que essas pessoas não têm acesso nem ao atendimento médico básico, levando à morte de milhares de refugiados por doenças que poderiam ter sido prevenidas e tratadas, o relato do médico Evan Atar Adaha para a emissora online ARTE, nos da dimensão da precariedade dos campos de refugiados. Em seu hospital, único com estrutura para pequenas cirurgias, são atendidas pessoas provenientes de 4 campos de refugiados além da população local, um somatório de mais de 145 mil pessoas. Destas, uma média de 60 são operadas por semana por complicações da malária, por uma equipe de profissionais, que juntos não recebem mais de 900 euros.